# Divisionario
Nell'Esercito svizzero, il grado di divisionario fr: Divisionnaire, de: Divisionär (abbreviato div.) è un alto ufficiale superiore (ufficiale generale) che comanda una divisione. È subordinato al grado di comandante di corpo e superiore a quello di brigadiere.

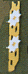
Distintivo precedente
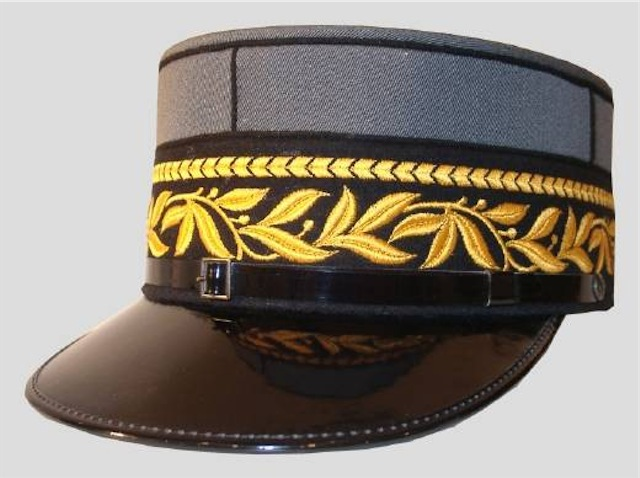
Kepi